# Haitianisch-italienische Beziehungen
Die haitianisch-italienischen Beziehungen beschreiben das bilaterale Verhältnis zwischen der Republik Haiti einerseits und der italienischen Republik andererseits.
Italien gehörte zu den ersten sechs Ländern, die im 19. Jahrhundert diplomatische Beziehungen mit Haiti aufnahmen.

## Geschichte und Stand
Die im Jahr 1804 von Frankreich unabhängig gewordene Republik Haiti und das 1861 zunächst als geeintes Königreich entstandene Italien unterhalten mindestens seit 1898 diplomatische Beziehungen.
Haiti unterhält eine Botschaft in der Via di Villa Patrizi, Rom. Ferner hat Haiti Honorarkonsuln in Italien bestellt, die in Genua, Bergamo, Mailand und Turin ansässig sind.
Der Botschafter Italiens in der Dominikanischen Republik ist in Haiti nebenakkreditiert. In Port-au-Prince ist Sherif Abdallah als Honorargeneralkonsul Italiens bestellt. Er ist ein italienischer Geschäftsmann ägyptischer Abstammung, der dem 2021 ermordeten haitianischen Präsidenten Jovenel Moïse nahestand und der von Kanada wegen des Vorwurfs der Geldwäsche und Korruption mit Sanktionen belegt wurde.
Der italienische Entdecker Christoph Kolumbus erforschte auf seiner ersten Reise im Jahr 1492 unter anderem die Insel Hispaniola. Die italienische Präsenz in Haiti reicht bis in die Zeit der französischen Kolonie Saint-Domingue zurück. Die Wirtschaft Haitis wurde Mitte des 19. Jahrhunderts von deutschen und italienischen Einwanderern dominiert. Im Jahr 1908 lebten nach Angaben des italienischen Konsuls De Matteis 160 Italiener in Haiti, davon 128 in der Hauptstadt Port-au-Prince.
Im Zweiten Weltkrieg erklärte Haiti den Achsenmächten (Deutsches Reich und Italien) im Dezember 1941 den Krieg. Am 11. Dezember 1948 wurde der Kriegszustand zwischen Haiti und Italien durch Abschluss eines Friedensvertrags beendet. Artikel 4 des Vertrags setzte auch ein Handelsabkommen beider Länder aus dem Jahr 1927 wieder in Kraft.
Nach Verhandlungen über die Schuldenreduzierung von Entwicklungsländern im Rahmen des Pariser Clubs strich Italien 40 Mio. Euro Forderungen gegenüber Haiti aus Anlass des Erdbebens 2010. Diese Maßnahme folgte auf einen bereits im Jahr 2008 eingeräumten Schuldenerlass in Höhe von 12 Mio. Euro.
Nach dem Erdbeben in Haiti im Jahr 2021 unterstützte die Regierung Italiens die Hilfsmaßnahmen des Internationalen Roten Kreuzes mit 500.000 Euro. Im Jahr 2024 gab Italien 8 Mio. Euro an Hilfsgeldern für Haiti, die je zur Hälfte über die Ernährungs- und Landwirtschaftsorganisation der Vereinten Nationen (FAO) und das Rote Kreuz geleitet wurden.
Italien gewährt jungen Haitianern Stipendien für die Universität Cassino (UNICAS). Es wurde 2023 die Anzahl von 500 Jahresstipendien für einen Zeitraum von fünf Jahren vereinbart.
Im April 2023 veranstaltete die Vereinigung der Haitianer in Italien unter der Schirmherrschaft der Gastgeberstadt Pisa einen Gedenktag, um das Leben von Königin Marie-Louise Coidavid, der Witwe von König Henri Christophe, die 1851 im Exil in Pisa starb, zu würdigen.